# اد کمپر
ادموند امیل کمپر سوم (انگلیسی: Edmund Emil Kemper III)، مشهور به  اد کمپر، آدم‌کش زنجیره‌ای و مرده‌خواه آمریکایی است که به جرم ۱۰ قتل، از جمله کشتن پدر بزرگ و مادر بزرگ و مادر خود به حبس ابد محکوم شده‌است. طبق گزارش‌ها، کمپر سایز بدنی بزرگی با قامت ۲٫۰۶ متر و بهره هوشی ۱۴۵ را داراست.
در سریال جنایی شکارچی ذهن، کمرون بریتون نقش اد کمپر را ایفا کرده‌است.

## کودکی
ادموند امیل کمپر سوم در ۱۸ دسامبر ۱۹۴۸ در بربنک، کالیفرنیا به دنیا آمد وی فرزند وسطی و تنها فرزند پسر خانواده بود. کمپر رابطه نزدیکی با پدر خود داشت و جدایی والدینش در سال ۱۹۵۷ اتفاق تلخی برای وی بود. مادر الکلی و روان رنجور وی همیشه وی را تحقیر کرده و آزار می‌داد.

## نخستین قتل‌ها
در ۲۷ اوت ۱۹۶۴ کمپر در آشپزخانه و در سر میز غذاخوری با مادر بزرگش مشاجره می‌کند. کمپر با عصبانیت اسلحه شکاری خود که هدیه پدر بزرگش بود را آورده و یکبار به سر و دوبار به پشت مادربزرگش شلیک می‌کند. وی سپس بیرون از خانه پدر بزرگ خود را که در راه برگشت از خرید به خانه بود با شلیک گلوله به قتل می‌رساند. پس از تماس با مادرش و اصرار مادرش به پلیس اطلاع داده و منتظر رسیدن پلیس می‌ماند.
به تشخیص کارشناسان کمپر مبتلا به نوعی از بیماری اسکیزوفرنی به نام پارانویا اسکیزوفرنی بوده و به محل نگهداری محکومان دارای بیماری روانی منتقل شد.

## آزادی و قتل‌های بعدی
در ۱۸ دسامبر ۱۹۶۹ و در سن ۲۱ سالگی کمپر آزاد شد.
در سال‌های ۱۹۷۲ و ۱۹۷۳ کمپر ۸ نفر از جمله مادر، دوست مادرش، یک دختر دبیرستانی و شش دختر دانشجو را به قتل رساند. وی دختران را سوار ماشین خود کرده به مکانی دور برده، به قتل می‌رساند. سپس جنازه مقتولان را به خانه برده سرشان را جدا می‌کرد و با جسد و سر قربانیان رابطه جنسی برقرار می‌کرد.

## دستگیری، محاکمه و محکومیت
کمپر در ۲۴ آوریل ۱۹۷۳ دستگیر شد و در مه همان سال به قتل ۸ نفر محکوم شد و در زندان بیماران روانی در کالیفرنیا نگهداری می‌شود.
ادموند کمپر زندانی نمونه بودهو طبق گزارش روزنامه لس آنجلس تایمز در سال ۱۹۷۸ وی بیش از ۵۰۰۰ ساعت صرف گویندگی جهت تهیه کتاب‌های صوتی برای نابینایان کرده‌است.